# Massimo Rinaldi (giocatore di calcio a 5)
Massimo Rinaldi (Roma, 18 ottobre 1967) è un ex giocatore di calcio a 5 italiano.

## Carriera
Rinaldi ha disputato 62 gare con la nazionale italiana. È stato premiato come miglior portiere dell'European Champions Tournament 1997. Dopo il ritiro è stato preparatore dei portieri di alcune società laziali come Isola e Lazio.

## Palmarès

### Competizioni nazionali
- Campionato italiano: 4

BNL: 1994-95, 1995-96, 1996-97
Genzano: 1999-00
- Coppa Italia: 1

1999-00

### Competizioni internazionali
- European Champions Tournament: 1

1996